# Качинський Анатолій Броніславович
Качинський Анатолій Броніславович, доктор технічних наук (1995), професор; Національного інституту стратегічних досліджень, радник директора; член робочої групи з розроблення проекту Стратегії національної безпеки України (з 02.2006).
Народився 1 липня 1955 у селі Чернівці, Вінницької області.

## Освіта
Навчався у Києві в університет ім. Т. Шевченка, геологічний факультет (1981), факультет кібернетики (1984).
Докторська дисертація «Методологія математичного моделювання ризиків загроз економічній безпеці України» (Київ. університет ім. Т.Шевченка).

## Трудова діяльність
З 09.1981 — м.н.п. відділу металогенії, Інституту геохімії та фізики мінералів АНУ.
З 01.1989 — с.н.п. лабораторії системних методів дослідження здоров'я населення, Всесоюз. НДІ гігієни і токсикології пестицидів, полімерів і пласт. мас МОЗ СРСР.
З 07.1991 — с.н.п. відділу системного моделювання проблем національної безпеки.
З 01.1995 — завідувач відділу екологічної безпеки
З 08.1998 — завідувач відділу проблем безпеки життєдіяльності людини, суспільства і довкілля, завідувач відділу екологічної політики, Національного інституту стратегічних досліджень; заступник директора, завідувач відділу стратегії національної безпеки, Інституту проблем національної безпеки.
Державний службовець 3-го рангу (05.2000). Заслужений діяч науки і техніки України (08.2008).
Лауреат Державної премії України в галузі науки і техніки (2011).

## Публікації
Засади системного аналізу безпеки складних систем / Анатолій Броніславович Качинський, Національний центр з питань євроатлантичної інтеграції України, Інститут проблем національної безпеки Ради національної безпеки і оборони України ; За заг. ред. В. П. Горбулін . — К. : Євроатлантикінформ, 2006 . — 335 с. : табл. — (Формування і реалізація державної політики у сфері європейської та євроатлантичної інтеграції України) . — Бібліогр.: с.333 (13 назв) . — На укр. яз. — ISBN 966-88092-2-X .

## Джерело
- Довідка [Архівовано 4 Березня 2016 у Wayback Machine.]